# Teoria pierwszego rzędu
Teoria pierwszego rzędu (lub system dedukcyjny) – zbiór formuł zdaniowych T danego języka pierwszego rzędu, spełniający następujący warunek:
CnL(T) ⊆ T
gdzie CnL(T) to zbiór wszystkich konsekwencji logicznych zbioru formuł zdaniowych T.